# Daniele Manca (giornalista)
Daniele Manca (Roma, 3 febbraio 1956) è un giornalista, scrittore, saggista e opinionista italiano.
Dal 2009 è vicedirettore del Corriere della Sera dove lavora dal 1994. Conduce sul canale tv di corriere.it la rubrica mensile "Lo Dicono i Lincei", con gli accademici dei Lincei, e la rubrica settimanale "Non solo numeri".

## Biografia
Nato a Roma il 3 febbraio 1956, frequenta l'Istituto Enrico Fermi (ITIS) dove si diploma, per poi iscriversi e laurearsi in Filosofia del Linguaggio presso il DAMS di Bologna. Inizia la sua attività lavorativa come informatico presso l'ASST, lavoro che lascerà presto per intraprendere la carriera giornalistica. Sposato con Matilde, hanno due figli.

## Carriera
Muove i primi passi nel mondo del giornalismo collaborando con testate milanesi (VivaMilano, editoriale Secondamano) e periodici (Per Lui - gruppo Vogue, Condè Nast, Panorama Mese - Mondadori, Espansione - Mondadori).
Nel 1986 inizia a lavorare come praticante da Weekend & Viaggi, diretto da Ettore Mazzotta. Portato a termine il praticantato entra nella redazione di Italia Oggi, all'epoca parte del gruppo Montedison assieme al Messaggero e all'odierna La7. Successivamente passa, prima, al settimanale Mondo Economico edito dal Sole24ore di Gianni Locatelli, poi al Giorno diretto da Francesco D’Amato e poi da Paolo Liguori.
Nel 1994 l'arrivo al Corriere della Sera diretto da Paolo Mieli. Inizia come redattore ordinario, segue la nomina a capo servizio e poi a caporedattore della redazione economia, all’interno della quale inizierà a sviluppare l’attività digitale del quotidiano su Corriere.it.
Nel 2007 partecipa alla selezione internazionale per il Sulzberger Program per la School of Journalism della Columbia University di New York, diventando Inaugural Fellow del programma concluso un anno dopo.
La nomina di Vicedirettore del Corriere della Sera arriva nel 2009 da Ferruccio de Bortoli che lo indirizza allo sviluppo digitale e all'economia. La nomina di Vicedirettore viene confermata anche da Luciano Fontana nel 2016.
Durante il suo incarico è stato fautore della svolta digitale al Corriere della Sera. Ha promosso e realizzato la trasformazione di CorrierEconomia nella nuova versione settimanale L'Economia del Corriere, anche in versione digitale.
Come opinionista partecipa a trasmissioni radio e tv di approfondimento in Rai, Mediaset e Sky, tra queste Mi Manda Rai Tre, Rassegna Stampa, Caterpillar, Mattino 5, Il Dubbio , Stasera Italia, Sky TG24 e Sky TG24 Economia.
Ha ideato e lanciato con l'Università Bocconi la tre giorni primaverile di Milano "Pact for future" ed è stato promotore degli eventi "Italia genera futuro" e "RiGenerazioni- l'Economia del futuro" in collaborazione con Kpmg "The Frame" e con Emotion Network dell'evento annuale "Tech Emotion".
Daniele Manca è Direttore e membro del Comitato Scientifico del Master in Giornalismo dell'Università Iulm di Milano, master riconosciuto dall'Ordine dei Giornalisti. Nell'ambito della formazione è anche Membro del Comitato di indirizzo del corso di laurea in Scienze della Comunicazione dell'Università di Bergamo, presidente professoressa Valentina Pisanty.
Promotore della valorizzazione della leadership femminile, è Membro del comitato scientifico "Fuori Quota", del comitato scientifico area economia e finanza di "100 esperte" e Media Ambassador di Enwe (European Network for Women Excellence).
Fa parte dello Comitato direttivo dell'Osservatorio Banca Impresa 2030.

## Pubblicazioni
- Daniele Manca, Comunicazione fatale. Omnitel, una storia d'impresa, un successo di squadra: dalla lotta al monopolio, al fascino di Megan Gale, Lupetti Editore, 1999, ISBN 978-88-87058901.
- Daniele Manca, Alessandro Massolo e Gustavo Chidini, La Nuova Civiltà digitale, Edizioni Solferino, 2020, ISBN 978-88-282-0422-0.
- Daniele Manca, La Rossa, Rizzoli, 2017, ISBN 9788817094498.
- Daniele Manca e Gabriella Colla, Un cadavere in redazione, Edizioni Solferino, 2020, ISBN 978-88-282-0546-3.
- Daniele Manca e Gabriella Colla, Bucce di banana, Edizioni Solferino, 2023, ISBN 978-88-282-1300-0.